# Sobótka (powiat opatowski)
Sobótka – wieś w Polsce położona w województwie świętokrzyskim, w powiecie opatowskim, w gminie Ożarów.
W latach 1975–1998 miejscowość należała administracyjnie do województwa tarnobrzeskiego.
Przez miejscowość przebiega droga krajowa nr 79 z Warszawy do Sandomierza i zielony szlak rowerowy im. Witolda Gombrowicza.

## Historia
Sobótka należy do najstarszych wsi w Polsce. Odbywały się tu sobótki, czyli popularny w dawnej Polsce obrzęd o pogańskim rodowodzie. Przypadał on na letnie zrównanie dnia i nocy, czyli z 23 na 24 czerwca. Palono wtedy ogniska i bawiono się przy jego blasku. Wykonywano przy tym różne zabiegi magiczne przynoszące powodzenie w miłości.
Miejsc sobótkowych było w Polsce wiele, ale nazw miejscowości o tym brzmieniu jest kilka. Najsławniejsza Sobótka znajduje się na Dolnym Śląsku.
Sandomierska Sobótka jest również bardzo starą wsią. Na początku należała do wójta zawichojskiego. Kazimierz Sprawiedliwy nabył starostwo od Piotra. Wraz z nim i Sobótkę. Natomiast książę Bolesław Wstydliwy w 1255 r. nadał ją wraz z innymi wioskami klaryskom, którym wybudował klasztor w Zawichoście. Dochody z Sobótki zasilały więc przez następne stulecie majątek zakonnic. Jednak klaryski w 1359 r. odstąpiły ją za 116 ówczesnych grzywien kasztelanowi sandomierskiemu – Wilczakowi. Tych zmian właścicieli w dziejach wsi było jeszcze kilkadziesiąt. Trudno dziś to odtworzyć. w 1507 r. Sobótka została wykupiona przez starostwo sandomierskie od Odrowążów, ale już za 6 lat została oddana w dzierżawę Stanisławowi Jarockiemu, później Sylwestrowi Ożarowskiemu i następnie Stanisławowi Maciejowskiemu. Około połowy XVI wieku Sobótka weszła do starostwa zawichojskiego. Król Zygmunt August nadał starostwo dożywotnio Maciejowskiemu.
O dawnych czasach Sobótki zachowało się sporo informacji, ponieważ wieś ta wraz z folwarkiem należała do dóbr królewskich. a dokładniej jej dobra należały do zamku w Zawichoście, a ten z kolei do starostwa zawichojskiego, które było częścią królewszczyzny w dawnym powiecie sandomierskim. Obok wsi królewskich były w staropolskich czasach jeszcze wsie szlacheckie i wsie należące do Kościoła. Dobrami królewskimi zarządzali urzędnicy, którzy z dochodów nie tylko zasilali skarb królewski (kasę państwową), ale również utrzymywali siebie i terenowe placówki państwowe, jak na przykład zawichojski zamek oblewany wodami Wisły. Co jakiś czas centralna władza lustrowała swoje majątki w terenie. Zapisywano stan dóbr. Te dokumenty kontrolne zostały wydane współcześnie, z których coś wiemy o Sobótce. w najstarszej Lustracji województwa sandomierskiego 1564–1565, Ossolineum 1963 r., możemy wyczytać, że we wsi mieszkało wtedy 34 osiadłych kmieci, którzy płacili po 36 groszy, a ponadto oddawali daninę w naturze (pszenice, kury, jaja). We wsi były wtedy również dwie karczmy, dwaj karczmarze, pięciu zagrodników, którzy płacili po 15 groszy czynszu. Oprócz tego był jeszcze w tej renesansowej Sobótce folwark, czyli duże gospodarstwo bezpośrednio zarządzane przez królewskiego urzędnika. On oraz dwie kucharki, pastuch i parobek opłacani byli z kasy państwowej. Na folwarku uprawiano wtedy m.in. pszenicę, żyto, len, konopie. w oborze zaś stały krowy, świnie, gęsi i kury. Koło dworu znajdował się też stawek i dwie sadzawki.
Następna opublikowana lustracja woj. sandomierskiego z lat 1660-1664 r. ukazuje wieś w innej już strukturze. Obok kmieci tu gospodarujących są zagrodnicy, jeden tylko rzemieślnik (kowal), poddani plebańscy, a także wybraniec, czyli ten, który służył w wojsku królewskim, a jego czynsz odrabiali kmiecie. Był nim wtedy Franciszek Flisik. Lustratorzy stwierdzają (a było to, jak wynika z daty, tuż po najeździe szwedzkim), że w Sobótce kościół założenia św. Małgorzaty, który przez nieprzyjaciela ogniem doszczętnie zniesiony..., podobnie jak folwark i dwór od Kozaków i Węgrów, jako i cała niemal wieś spalona, nowo jednak wystawiona propriis JMP starosty sumptibus izba do pomieszkania urzędnikowi, piekarnia z komorą, stodoły 2, szpiklerz, stajnia i obory.
Sytuacja własnościowa Sobótki zmieniła się wtedy, kiedy majątki tzw. królewszczyzny przejął zaborca i dysponował nimi po swojemu. W wyniku uwłaszczenia chłopów dokonanego w 1864 roku na mocy dekretu cara Aleksandra II Romanowa ziemia oraz budynki stały się własnością mieszkańców Sobótki. Do uwłaszczenia wieś była dzierżawiona na ogólnie przyjętych zasadach.
W drugiej połowie XIX wieku dwór i część folwarczna wsi należała do Ośniałowskich. Później przeszła do Kordzikowskich. Kolejnym właścicielem 420-hektarowego folwarku został Seweryn Cichowski. Po I wojnie światowej dwór i ziemię folwarczną nabył Karol Wickenhagen.
W XX wieku Sobótka stała się aktywną politycznie wsią. Wyszło stąd kilku wybitnych działaczy ruchu ludowego. Po agresji niemieckiej na Polskę wieś trafiła pod okupację niemiecką. W dniu 22 lipca 1943 żandarmi i własowcy zamordowanili m.in. Józefa Czajkę, Elżbietę i Szymona Pragłów oraz Jana Suszynę. Sobótka ledwie przeżyła swoją apokalipsę w drugiej połowie 1944 r. z wojny wyszła całkowicie zniszczona. Długo się odbudowywała ze zniszczeń wojennych, a gdy już tego dokonała, w latach 90. zaczął się kryzys w rolnictwie. Ponadto wieś się wyludniła.

## Zabytki
- Kościół parafialny pw. św. Małgorzaty, wybudowany w  1795 r., odbudowany w 1885 r., wpisany do rejestru zabytków nieruchomych (nr rej.: A.556 z 21.01.1957, z 15.04.1967 i z 6.07.1977)[8].
- Cmentarz parafialny (nr rej.: A.557 z 16.06.1988)[8].